# 杉原徹
杉原 徹（すぎはら てつ、本名とおる、1961年8月4日 - ）は日本のアーティスト・ラジオパーソナリティ・ナレーター。愛知県名古屋市出身。大阪府立春日丘高等学校卒業、明治大学文学部演劇学科入学。文学座研究所にも在籍した。

## 経歴
1985年ヤマハEastWest'85に『てつ100%』で出場、ベストボーカリスト賞を受賞。同年の第30回ヤマハポピュラーソングコンテストつま恋本選会にて『TOKYO TACO BLUES』で優秀曲賞を受賞。
1986年にロックバンド『てつ100%』でメジャーデビュー、1989年まで活動をした（同バンドには作曲家の菅野よう子も所属していた）。てつ100%解散後は、高田エージと共にエージ&テツや、近藤ナツ子と共にDouble-Voice、Mooneyらと共にジャグバンドMAD-WORDSなどのユニットを結成し音楽活動を続けている。現在も全国各地のライブハウスを中心に活動を展開している。 
また、『GOGOワイド Wテツのらぶらじ』（静岡放送）などでラジオパーソナリティとしても活躍。声のパフォーマーとして、CMのナレーションも数多く手がける。
2012年、AKB48が出演し、「24時間以内に地上波放送で放送した同一商品のテレビCM最多バージョン数」としてギネス・ワールド・レコーズに認定されたアサヒ飲料のWONDAモーニングショットのナレーションを担当した。

## 出演

### テレビ（過去の出演番組）
- VIDEO JAM（テレビ朝日）
- ラジオDEごめん（中京テレビ） - 月曜担当

### ラジオ

#### 現在
- かきくけこじせいご（かしわプロダクション制作、HBCラジオ 毎週土曜 08:25 - 08:30、RSKラジオ 毎週火曜 05:10 - 05:25、KRY山口放送 毎週月曜 - 金曜 16:30 - 16:35、NBCラジオ 毎週木曜 16:20 - 16:25）
- 歌謡喫茶・昭和（かしわプロダクション制作、RAB青森放送 毎週月曜 - 金曜 11:15 - 11:25、BSNラジオ 毎週土曜 16:30 - 16:45、KBS京都ラジオ 毎週日曜 18:15 - 18:30、毎週火曜、木曜 05:45 - 05:55、RSKラジオ 毎週月曜 - 木曜 05:00 - 05:10、RKC高知放送 毎週水曜 18:00 - 18:30）

#### 過去
- トークプロレスD-DAY（文化放送）
- はいぱぁナイト（KBS京都 火曜22:00 - 24:00）
- ハイヤングKYOTO テツとナツコのぱわぁしゃべるだ（KBS京都 水曜22:00 - 24:00）
- ラジカルモンスター月曜　（静岡放送 月曜22:00 - 24:00）
- GOGOワイド Wテツのらぶらじ（静岡放送 毎週水・木曜13:00 - 16:00）2007年4月2日 -2017年3月30日
- ハロー!!ジャンボサタデー（新潟放送 毎週土曜13:00 - 17:00）
- サタデーラジオ応援隊「あの街この街てつが行く」（新潟放送 毎週土曜13:00 - 15:00）
- 杉原てつのラヂオショー 唄って笑って60分（新潟放送 毎週日曜13:00 - 14:00）
- てつ100%Broadway Studio（FMヨコハマ）
- えがおワクワクにしひがし（KBS京都 月曜-木曜14:00 - 16:15 相方は中村こずえ） - 「愛の電動パワー」なる物をプレゼントしていた。
- FITナイトサタデー(北陸放送・北日本放送・福井放送3局合同・相方はパンプキンの城山美佳子）
- エージ&テツのアメリカザリガニ（KBS京都ほか全国各地のAMラジオ局ネット）
- 杉原テツの日本の家!（西日本放送・KBS京都ほか全国各地のAMラジオ局ネット）
- 加藤祐介の横浜ポップj（ラジオ日本　2020年2月24日 - ゲスト出演）
- 杉原テツのハブあナイスで〜!（青森放送 毎週月曜 - 金曜 16:50 - 17:00、2014年3月31日 - [2]）

## ナレーション

### CM
- WONDAモーニングショット（アサヒ飲料）
- 東京ディズニーランド

## ディスコグラフィ

### アルバム
- TE'TSU（2012年5月25日発売・自主制作）

てつ100%のアルバムについてはページを参照

## 楽曲提供

### 作曲
- 五月の雨（菊池桃子）アルバム『Miroir -鏡の向こう側-』収録

### 作詞
- 空を泳ぐ想い（中西圭三）アルバム『KEIZO 〜かなわない夢もあった』収録